# Родригес, Брайан Дамиан
Брайан Дамиан Родригес Карбальо (исп. Braian Damián Rodríguez Carballo; родился 14 августа 1986 года, Сальто, Уругвай) — уругвайский футболист, нападающий.

## Клубная карьера
Родригес — воспитанник клуба «Серро». В 2005 году он дебютировал за основной состав в уругвайской Примере. По окончании сезона Брайан покинул клуб и недолго выступал за «Рентистас» и «Такуарембо». Летом 2009 года Родригес перешёл в «Пеньяроль». 23 августа в матче против «Монтевидео Уондерерс» он дебютировал за новую команду. 23 октября в поединке против «Сентраль Эспаньол» Брайан забил свой первый гол за «Пеньяроль».
В начале 2010 года Родригес перешёл в аргентинский «Тигре». 2 февраля в матче против «Росарио Сентраль» он дебютировал в аргентинской Примере. 4 апреля в поединке против «Ньюэллс Олд Бойз» Брайан забил свой первый гол за «Тигре».
Летом того же года Родригес присоединился к перуанскому «Универсидад Сан-Мартин». 29 августа в матче против «Мельгара» он дебютировал в перуанской Примере. 5 декабря в поединке против «Альянса Лима» Брайан забил свой первый гол за «Универсидад Сан-Мартин», реализовав пенальти. В своём дебютном сезоне он стал чемпионом Перу. В начале 2011 года Родригес перешёл в чилийский «Унион Ла-Калера». 30 января в матче против «Сантьяго Морнинг» он дебютировал в чилийской Примере. 6 февраля в поединке против «Унион Сан-Фелипе» Брайан забил свой первый гол за «Унион Ла-Калера». В дебютном сезоне он стал лучшим бомбардиром команды, забив 10 мячей.
В начале 2012 года Родригес перешёл в «Уачипато». 29 января в матче против «Сантьяго Уондерерс» он дебютировал за новую команду. В этом же поединке Брайан сделал «дубль», забив первые голы за «Уачипато». По итогам дебютного сезона он стал лучшим бомбардиром команды и третьим снайпером чемпионата, а также помог команде выиграть чемпионат. В 2013 году в матчах Кубка Либертадорес против бразильских «Флуминенсе» и «Гремио» Родригес забил по голу, а также сделал хет-трик в поединке против венесуэльского «Каракаса».
Летом 2013 года Робригес перешёл в испанский «Бетис», подписав контракт на четыре года. Сумма трансфера составила 1 млн. евро. 18 августа в матче против мадридского «Реала» он дебютировал в Ла Лиге. 4 мая 2014 года в поединке против «Альмерии» Брайан забил свой первый гол за «Бетис». Летом того же года для получения игровой практики Родригес на правах аренды был отдан в «Нумансию». 23 августа в матче против хихонского «Спортинга» он дебютировал в испанской Сегунде. 6 сентября в поединке против «Сабаделя» Брайан забил свой первый гол за «Нумансию». В начале 2015 года Родригес был арендован бразильским Гремио. 24 мая в матче против «Фигейренсе» он дебютировал в бразильской Серии A.
Летом 2016 года Брайан на правах аренды вернулся в Чили, став футболистом «Эвертона» из Винья-дель-Мар. 31 июля в матче против «Депортес Икике» он дебютировал за новую команду. В этом же поединке Родригес забил свой первый гол за «Эвертон», реализовав пенальти. В том же году он помог клубу выйти в финал Кубка Чили. В начале 2017 года Брайан ан правах аренды перешёл в мексиканскую «Пачуку». 8 января в матче против «Леона» он дебютировал в мексиканской Примере. В апреле Родригес помог новой команде выиграть Лигу чемпионов КОНКАКАФ.

## Достижения
Клубные
 «Универсидад Сан-Мартин»
- Чемпионат Перу по футболу — 2010

 «Уачипато»
- Чемпионат Чили по футболу — Клаусура 2012

 «Пачука»
- Победитель Лиги чемпионов КОНКАКАФ — 2016/2017